# Ostopovice
Ostopovice település Csehországban, a Brno-vidéki járásban. Ostopovice Moravany, Brno, Troubsko, Střelice és Nebovidy településekkel határos. Lakosainak száma 1737 fő (2024. január 1.).

## Népesség
A település lakosságának változását az alábbi diagram mutatja:
| Lakosok száma | 419  | 525  | 689  | 847  | 1458 | 1298 | 1657 | 1761 | 1731 | 1737 |
|               | 1869 | 1890 | 1921 | 1950 | 1980 | 2001 | 2017 | 2019 | 2022 | 2024 |